# Bommasandra, Mulbagal
Bommasandra là một làng thuộc tehsil Mulbagal, huyện Kolar, bang Karnataka, Ấn Độ.